# Scott Litt
Scott Litt, född 10 mars 1954, är en amerikansk musikproducent och ljudtekniker. Han började sin karriär som ljudtekniker i slutet av 1970-talet när han arbetade med musikalbum av Ian Hunter och Carly Simon. Litt gick sedan över till att bli musikproducent och hans första jobb som sådan var med The dB's album Repercussion (1982). Hans stora genombrott som producent kom först fem år senare när han fick i uppdrag att producera R.E.M.:s album Document. Litt och R.E.M. påbörjade sedan ett tio år långt samarbete där han producerade ytterligare fem av deras album: Green (1988), Out of Time (1991), Automatic for the People (1992), Monster (1994) samt New Adventures in Hi-Fi (1996). 1997 avslutade Litt och R.E.M. sitt samarbete.
Litt hade även framgångar när han samarbetade med Nirvana. Med Nirvana arbetade han med singlarna "Heart-Shaped Box" (1993), "All Apologies" (1993) och "Pennyroyal Tea" (1994) samt livealbumet MTV Unplugged in New York (1994). Litt har även arbetat med artisterna/grupperna Incubus, Liz Phair, Juliana Hatfield, Indigo Girls, New Order, The Replacements, Patti Smith, The Woodentops, Counting Crows, The Get Up Kids och Ziggy Marley.